# Osowiec (województwo łódzkie)
Osowiec – wieś w Polsce położona w województwie łódzkim, w powiecie poddębickim, w gminie Pęczniew.
Od zakończenia I wojny światowej:
Osowiec, kolonia i osada nad rzeką Pichną, powiat turecki, gmina Lubola, parafia Brodnia, odległość od Turka 37 km; kolonia ma 27 domów, 226 mieszkańców ; osada 2 domy, 8 mieszkańców.
Spis 1925:
Osowiec, wieś, powiat turecki, gmina Lubola. Budynki z przeznaczeniem mieszkalne 31, inne zamieszkałe 1. Ludność ogółem: 208. Mężczyzn 95, kobiet 113. Ludność wyznania rzymskokatolickiego 207, ewangelickiego 1. Podało narodowość: polską 208.
W latach 1975–1998 miejscowość położona była w województwie sieradzkim.